# Patxi Ferreira
Francisco Ferreira Colmenero, meglio noto come Patxi Ferreira (Saucelle, 22 maggio 1967), è un allenatore di calcio ed ex calciatore spagnolo, di ruolo difensore.

## Carriera

### Club
Cresce nelle giovanili dell'Athletic Bilbao, squadra con la quale debutta con la squadra riserve nella stagione 1984-85.  Lo stesso anno viene "promosso" alla prima squadra, allenata da Javier Clemente, con cui debutta nella Primera División, non ancora diciottenne, il 9 settembre 1984 durante Siviglia-Athletic (3-0).
Veste la maglia dei rojiblancos fino all'estate 1989 quando passa all'Atlético Madrid. Nella capitale resta per cinque stagioni, intramezzate da un campionato in prestito al Siviglia, totalizzando 118 presenze.
Nella stagione 1995-96 viene acquistato dal Valencia e due anni più tardi ritorna all'Athletic Bilbao. Con i baschi disputa tre campionati, dopodiché si trasferisce al Rayo Vallecano, dove termina la carriera al termine del campionato.

### Nazionale
Conta due presenze con la Nazionale di calcio della Spagna, esordendovi durante l'amichevole Spagna-Jugoslavia 1-2 del 14 settembre 1988. Ha vestito per 5 volte anche la maglia della Selezione di calcio dei Paesi Baschi.

## Palmarès

### Club

#### Competizioni nazionali
- Supercoppa di Spagna: 1

Athletic Bilbao: 1984
- Coppa di Spagna: 2

Atletico Madrid: 1990-1991, 1991-1992